# NGC 4646
NGC 4646 је лентикуларна галаксија у сазвежђу Велики медвед која се налази на NGC листи објеката дубоког неба.
Деклинација објекта је + 54° 51' 24" а ректасцензија 12h 42m 52,1s. Привидна величина (магнитуда) објекта NGC 4646 износи 13,4 а фотографска магнитуда 14,4. NGC 4646 је још познат и под ознакама UGC 7892, MCG 9-21-31, CGCG 270-15, PGC 42740.